# NGC 172
NGC 172 ist eine Balken-Spiralgalaxie vom Hubble-Typ SBbc mit ausgedehnten Sternentstehungsgebieten im Sternbild Walfisch südlich des Himmelsäquators. Sie ist schätzungsweise 137 Millionen Lichtjahre von der Milchstraße entfernt und hat einen Durchmesser von etwa 80.000 Lichtjahren. Gemeinsam mit NGC 168 und NGC 177 bildet sie das (optische?) Galaxientrio KTS 4.
Im selben Himmelsareal befindet sich u. a. die Galaxie NGC 167.
Das Objekt wurde im Jahr 1886 von dem US-amerikanischen Astronomen Frank Muller entdeckt.